# 第8ヘリコプター海上戦闘飛行隊 (アメリカ海軍)
第8ヘリコプター海上戦闘飛行隊（だい8ヘリコプターかいじょうせんとうひこうたい、英: Helicopter Sea Combat Squadron 8、略称：HSC-8）は、アメリカ海軍太平洋艦隊ヘリコプター海上戦闘航空団隷下のヘリコプター部隊。愛称はエイトボーラーズ。1969年11月1日に第8ヘリコプター対潜飛行隊（英: Helicopter Anti-Submarine Squadron 8、略称：HS-8）としてカリフォルニア州インペリアル・ビーチ海軍補助航空基地で編成され、2007年9月28日に第8ヘリコプター海上戦闘飛行隊へ改編された。カリフォルニア州ノースアイランド海軍航空基地に所在し、空母「セオドア・ルーズベルト（USS Theodore Roosevelt, CVN-71）」艦載の第11空母航空団を構成する飛行隊になっている。多用途ヘリコプターとしてMH-60Sを運用する。

## 歴代運用機
- 哨戒ヘリコプター
  - SH-3A（1962年 - 1968年）
  - SH-3D（1969年 - 1975年）
  - SH-3H（1975年 - 1992年）
  - SH-60F（1992年 - 2007年）
- 救難ヘリコプター
  - HH-60H（1992年 - 2007年）
- 多用途ヘリコプター
  - MH-60S（2007年 - ）

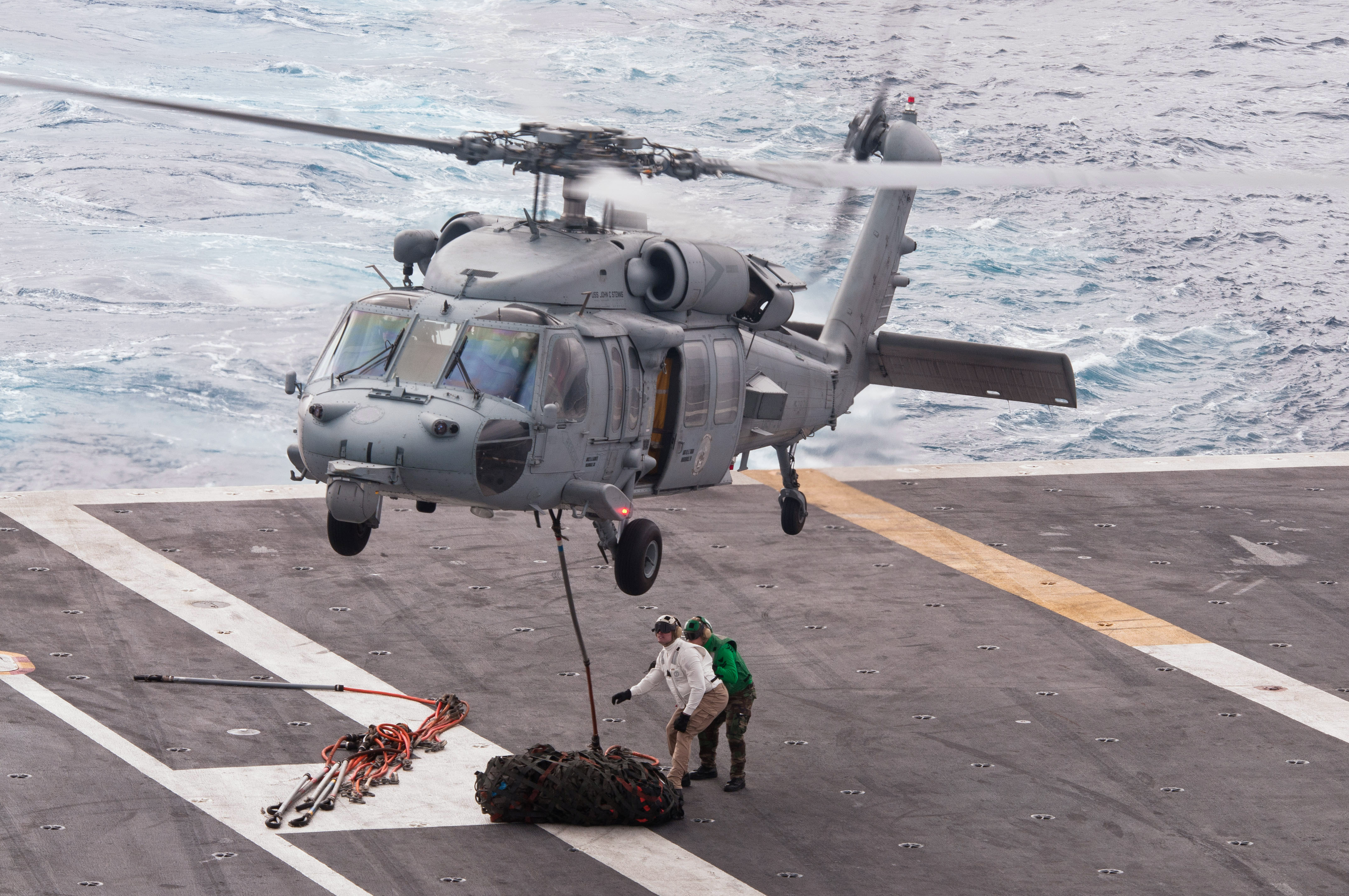
HSC-8で運用するMH-60S

## 歴代搭載艦
- 航空母艦
  - ホーネット（USS Hornet, CVS-12）（1962年 - 1968年）
  - ベニントン（USS Bennington, CV-20）（1962年 - 1974年）
  - タイコンデロガ（USS Ticonderoga, CVS-14）
  - キティホーク（USS Kitty Hawk, CVA-63）
  - レンジャー（USS Ranger, CV-61）（1983年 - 1984年）
  - コンステレーション（USS Constellation, CV-64）（1984年 - 1990年）
  - インディペンデンス（USS Independence, CV-62）（1990年 - 1993年）
  - ニミッツ（USS Nimitz, CVN-68）（1995年 - 2000年、2013年 - 2017年）
  - カール・ヴィンソン（USS Carl Vinson, CVN-70）（1993年 - 1994年、2003年 - 2005年）
  - ジョン・C・ステニス（USS John C. Stennis, CVN-74）（2000年 - 2003年、2006年 - 2015年）
  - セオドア・ルーズベルト（USS Theodore Roosevelt, CVN-71）（2019年 - ）
- 強襲揚陸艦
  - プリンストン（USS Princeton, LPH-5)（1962年 - 1968年）
  - ニューオーリンズ（英語版）（USS New Orleans, LPH-11）（1970年）
- ミサイル巡洋艦
  - モービル・ベイ（USS Mobile Bay, CG-53）（2011年 - 2012年）
- 高速戦闘支援艦
  - ブリッジ（USNS Bridge, T-AOE-10）（2012年 - 2013年）